# 中華民國女大使列表
中華民國在1997年任命張小月為首位女性特命全權大使，截至2024年11月，共有30位女性大使。
在法律地位上，中華民國的大使館與代表處皆屬《駐外機構組織通則》定義的駐外機構。其中大使館與代表處的館長，在2012年9月1日後皆稱呼為「大使」，但代表處的館長對外仍稱代表。

## 名錄
粗體為就任時的邦交國。
| 次序 | 姓名   | 職務                                            | 任期                                                |
| ---- | ------ | ----------------------------------------------- | --------------------------------------------------- |
| 1    | 張小月 | 中華民國駐聖克里斯多福及尼維斯大使 兼駐多米尼克 | 1997年12月－2001年3月                               |
| 1    | 張小月 | 中華民國駐荷蘭代表                              | 2003年2月－2006年4月                                |
| 1    | 張小月 | 中華民國駐英國代表                              | 2007年12月－2011年12月                              |
| 1    | 張小月 | 中華民國駐澳大利亞大使                          | 2011年12月－2015年1月                               |
| 1    | 張小月 | 中華民國駐奧地利大使                            | 2020年9月－2024年11月                               |
| 2    | 高青雲 | 中華民國駐聖克里斯多福及尼維斯大使 兼駐多米尼克 | 2001年3月－2005年7月 多米尼克：2001年3月－2004年3月 |
| 2    | 高青雲 | 中華民國駐愛爾蘭代表                            | 2005年7月－2008年2月                                |
| 2    | 高青雲 | 中華民國駐匈牙利大使                            | 2010年9月－2014年7月                                |
| 3    | 朱玉鳳 | 中華民國駐聖文森及格瑞那丁大使                  | 2003年4月－2006年1月                                |
| 3    | 朱玉鳳 | 中華民國駐希臘代表                              | 2008年7月－2011年12月                               |
| 4    | 邢瀛輝 | 中華民國駐厄瓜多代表                            | 2008年1月－2011年6月                                |
| 4    | 邢瀛輝 | 中華民國駐尼加拉瓜大使                          | 2011年6月－2015年1月                                |
| 4    | 邢瀛輝 | 中華民國駐宏都拉斯大使                          | 2017年10月－2020年9月                               |
| 5    | 田台清 | 中華民國駐帛琉大使                              | 2008年8月－2014年12月                               |
| 6    | 史亞平 | 中華民國駐新加坡代表                            | 2009年1月－2012年5月                                |
| 6    | 史亞平 | 中華民國駐奧地利大使                            | 2016年1月－2020年9月                                |
| 6    | 史亞平 | 中華民國駐汶萊大使                              | 2022年3月至今                                       |
| 7    | 陳華玉 | 中華民國駐希臘大使                              | 2011年12月－2013年6月                               |
| 7    | 陳華玉 | 中華民國駐德國大使                              | 2013年6月－2016年8月                                |
| 8    | 徐儷文 | 中華民國駐丹麥大使                              | 2012年8月－2016年1月                                |
| 8    | 徐儷文 | 中華民國駐貝里斯大使                            | 2023年2月至今                                       |
| 9    | 薛美瑜 | 中華民國駐捷克大使                              | 2012年8月－2015年7月                                |
| 10   | 林錦蓮 | 中華民國駐芬蘭大使                              | 2012年12月－2016年7月                               |
| 11   | 程其蘅 | 中華民國駐斐濟大使                              | 2013年6月－2015年1月                                |
| 11   | 程其蘅 | 中華民國駐挪威大使                              | 2015年1月－2017年10月                               |
| 11   | 程其蘅 | 中華民國駐芬蘭大使                              | 2017年10月－2019年7月                               |
| 12   | 謝妙宏 | 中華民國駐厄瓜多大使                            | 2015年1月－2016年10月                               |
| 12   | 謝妙宏 | 中華民國駐薩爾瓦多大使                          | 2016年10月－2018年8月                               |
| 12   | 謝妙宏 | 中華民國駐阿根廷大使                            | 2023年2月至今                                       |
| 13   | 洪慧珠 | 中華民國駐馬來西亞大使                          | 2018年7月－2023年1月                                |
| 14   | 陳欣新 | 中華民國駐荷蘭大使                              | 2018年12月－2024年9月                               |
| 15   | 黎倩儀 | 中華民國駐斐濟大使                              | 2019年1月－2021年9月                                |
| 15   | 黎倩儀 | 中華民國駐帛琉大使                              | 2021年10月至今                                      |
| 16   | 張秀禎 | 中華民國駐芬蘭大使                              | 2019年7月至今                                       |
| 17   | 張俊菲 | 中華民國駐葡萄牙大使                            | 2019年10月－2022年6月                               |
| 17   | 張俊菲 | 中華民國駐宏都拉斯大使                          | 2022年6月－2023年3月                                |
| 17   | 張俊菲 | 中華民國駐西班牙大使                            | 2023年8月－2024年7月                                |
| 17   | 張俊菲 | 中華民國駐瓜地馬拉大使                          | 2024年7月至今                                       |
| 18   | 羅靜如 | 中華民國駐蒙古大使                              | 2019年12月－2023年12月                              |
| 18   | 羅靜如 | 中華民國駐俄羅斯大使                            | 2024年1月至今                                       |
| 19   | 蕭美琴 | 中華民國駐美國大使                              | 2020年7月－2023年11月                               |
| 20   | 張幼慈 | 中華民國駐哥倫比亞大使                          | 2020年10月－2021年12月                              |
| 20   | 張幼慈 | 中華民國駐秘魯大使                              | 2021年12月至今                                      |
| 21   | 劉聿綺 | 中華民國駐智利大使                              | 2021年2月至今                                       |
| 22   | 桂志芸 | 中華民國駐哥倫比亞大使                          | 2022年1月－2025年6月                                |
| 23   | 李雅萍 | 中華民國駐以色列大使                            | 2022年1月至今                                       |
| 24   | 葉非比 | 中華民國駐馬來西亞大使                          | 2023年1月至今                                       |
| 25   | 歐江安 | 中華民國駐紐西蘭大使                            | 2023年1月至今                                       |
| 26   | 范惠君 | 中華民國駐聖文森及格瑞那丁大使                  | 2023年7月至今                                       |
| 27   | 吳尚年 | 中華民國駐波蘭大使                              | 2023年8月－2024年8月                                |
| 28   | 王雪虹 | 中華民國駐立陶宛大使                            | 2024年1月至今                                       |
| 29   | 郝培芝 | 中華民國駐法國大使                              | 2024年8月至今                                       |
| 30   | 蘇瑩君 | 中華民國駐聖露西亞大使                          | 2025年1月至今                                       |